# Erin Daniels
Erin Daniels (eredeti nevén: Erin Cohen) (Saint Louis, Missouri, 1973. október 9. –) amerikai színésznő.

## Családja, tanulmányai
Édesapja építész, édesanyja egy klinikán dolgozott önkéntesként. St. Louisban, zsidó családban nőtt fel. A Clayton High Schoolban tanult, majd a Vassaron szerzett diplomát művészettörténetből és építészetből. Miután lediplomázott, New Yorkba költözött és elkezdte a színészi pályáját. 22 éves korában változtatta a nevét Cohenrõl Danielsre.

## Pályája
1996-ban tűnt fel először a tévében, egy kisebb szerepe volt a Law & Order című sorozatban. Ezután több tévés szerepe volt (Végtelen határok, Action, V.I.P. – Több, mint testőr, Jack & Jill, Philly, Boomtown, Igazság), valamint filmekben is játszott (Sötétkamra, Szupercsapat négy keréken, 1000 halott háza). 2002-ben a St. Louis Film Festival neki ítélte a Emerging Star Awardot.
A valódi ismertséget a 2004-es L című tévésorozat hozta meg Erin számára, amelyben Dana Fairbankst, a leszbikus teniszezőnőt alakította. Annak ellenére, hogy ő volt a nézők egyik kedvence, 2007-ben, a harmadik évadban kiírták a sorozatból, karaktere meghalt mellrákban.
Kisebb szerepei voltak a Jerichoban és a Dexterben. Szerepelt még 2008-ban a Szvingerek című sorozatban négy rész erejéig Sylvia Davisként, 2011-ben A bébisintér című filmben Mrs. Pedullaként.